# Sköndalsskogens naturreservat
Sköndalsskogens naturreservat är ett naturreservat i Sigtuna kommun i Stockholms län.
Området är naturskyddat sedan 2009 och är 37 hektar stort. Reservatet omfattar västsluttningar av höjder strax sydost om tätorten Märsta och väster om Brista. Reservatet består av barrskog med inslag av lövträd.